# Protapate contorta
Protapate contorta là một loài bọ cánh cứng trong họ Bostrichidae. Loài này được Wickham miêu tả khoa học năm 1912.